# Religion en Macédoine du Nord

La Macédoine du Nord est un pays enclavé des Balkans, peuplé de 2 125 000 habitants (en 2020), qui compte de nos jours, à peu près ⅔ de chrétiens et ⅓ de musulmans.

## Garanties constitutionnelles dans le domaine religieux
Selon la Constitution de la république de Macédoine du Nord (1994), « la liberté de la confession est assurée. Est garantie l’expression libre et publique, de la foi individuelle ou en commun avec autrui. L'église orthodoxe macédonienne, les autres communautés confessionnelles et groupes religieux sont séparés de l'État et sont égaux devant la loi ». Elle autorise aussi la création d'écoles religieuses et d'établissements sociaux et de bienfaisance par les groupes religieux. La loi interdit enfin toute discrimination fondée sur la religion.

## Histoire
Le christianisme est la religion majoritaire en Macédoine du Nord puisque 64,7 % de la population appartient à l'Église orthodoxe macédonienne, selon le recensement de 2002. Une petite minorité, 0,37 % de la population, appartient à d'autres Églises chrétiennes.
L'Islam regroupe enfin 33,3 % de la population, ce qui fait de la Macédoine du Nord le quatrième pays d'Europe par la proportion de la population musulmane après le Kosovo (90 %), l'Albanie (70 %) et la Bosnie-Herzégovine (51 %). La communauté alevis bektachi est estimée à 300 000 personnes selon les autorités bektachi.
Les 1,63 % restant n'ont déclaré aucune appartenance religieuse.
L'appartenance religieuse est fortement liée à l'appartenance ethnique. Cet important facteur identitaire pour les différents groupes prime sur la véritable pratique et la croyance.
Les Macédoniens et les Valaques appartiennent généralement à l'Église orthodoxe macédonienne et les Serbes à l'Église orthodoxe serbe, tandis que les Albanais, les Turcs, les Roms et les Bosniaques appartiennent pour la majorité à l'Islam sunnite.
Il existe aussi une minorité catholique albanaise, surtout concentrée à Skopje et dont est issue Mère Teresa, et diverses Églises protestantes.
Le pays compte une grande communauté juive au début du XXe siècle, présente depuis plusieurs siècles, qui s'amoindrit au rythme des violences subies pour devenir une petite minorité juive séfarade, avant la Seconde Guerre mondiale, estimée entre 7 000 et 8 000 personnes et concentrée dans les villes de Skopje et Bitola. Ses membres sont tous déportés en 1943 au camp d'extermination de Treblinka et plus de 7 000 d'entre eux y sont assassinés,.
Par leur facteur identitaire, les religions sont souvent au centre des problèmes interethniques.
Ainsi, des lieux de culte orthodoxes et musulmans sont parfois la cible de groupes extrémistes.
Le repli identitaire albanais les a aussi conduits à montrer un certain radicalisme religieux, et les Albanais de Macédoine du Nord ont la réputation d'être plus religieux que ceux du Kosovo et d'Albanie.

## Galerie

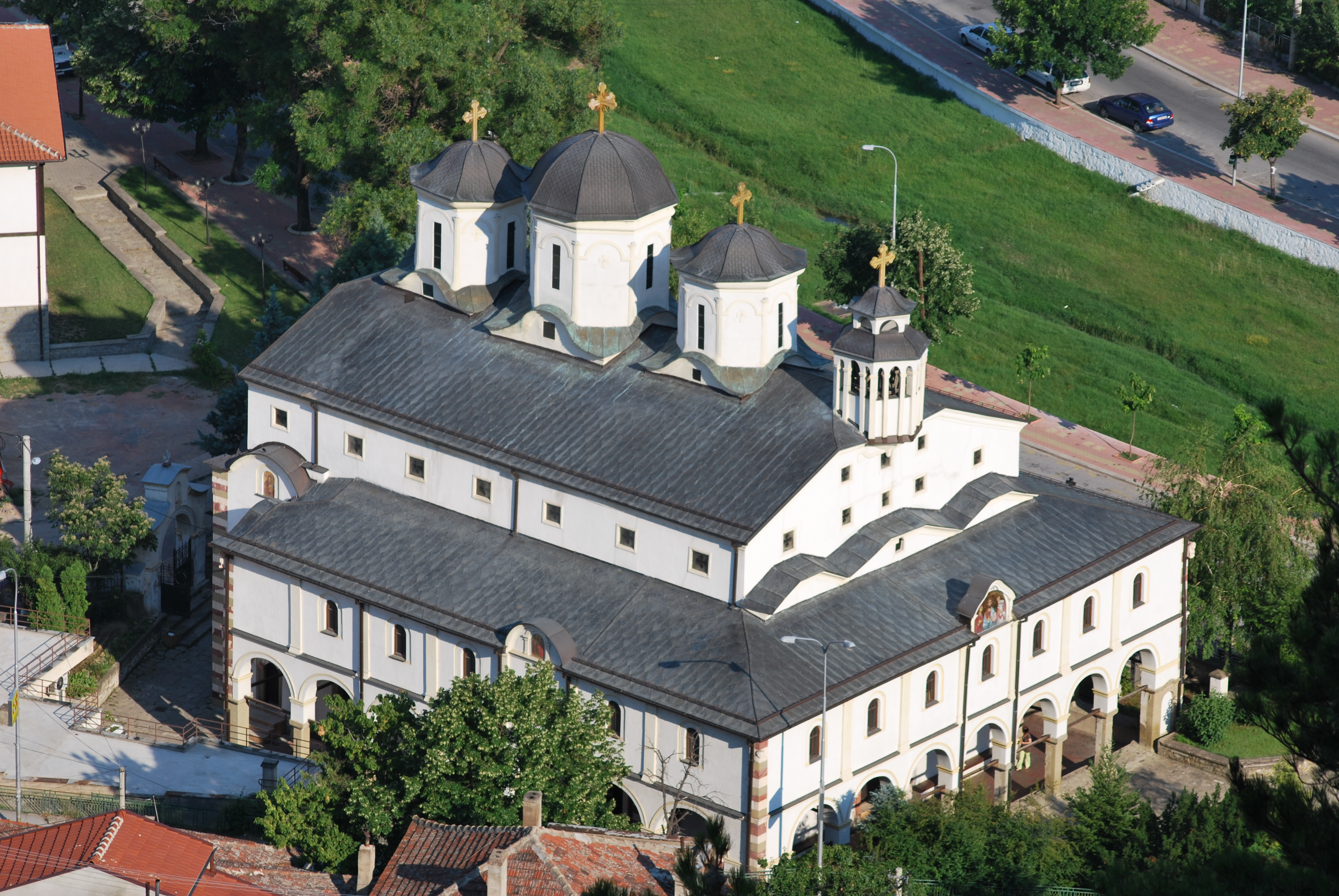
La cathédrale orthodoxe de Štip.
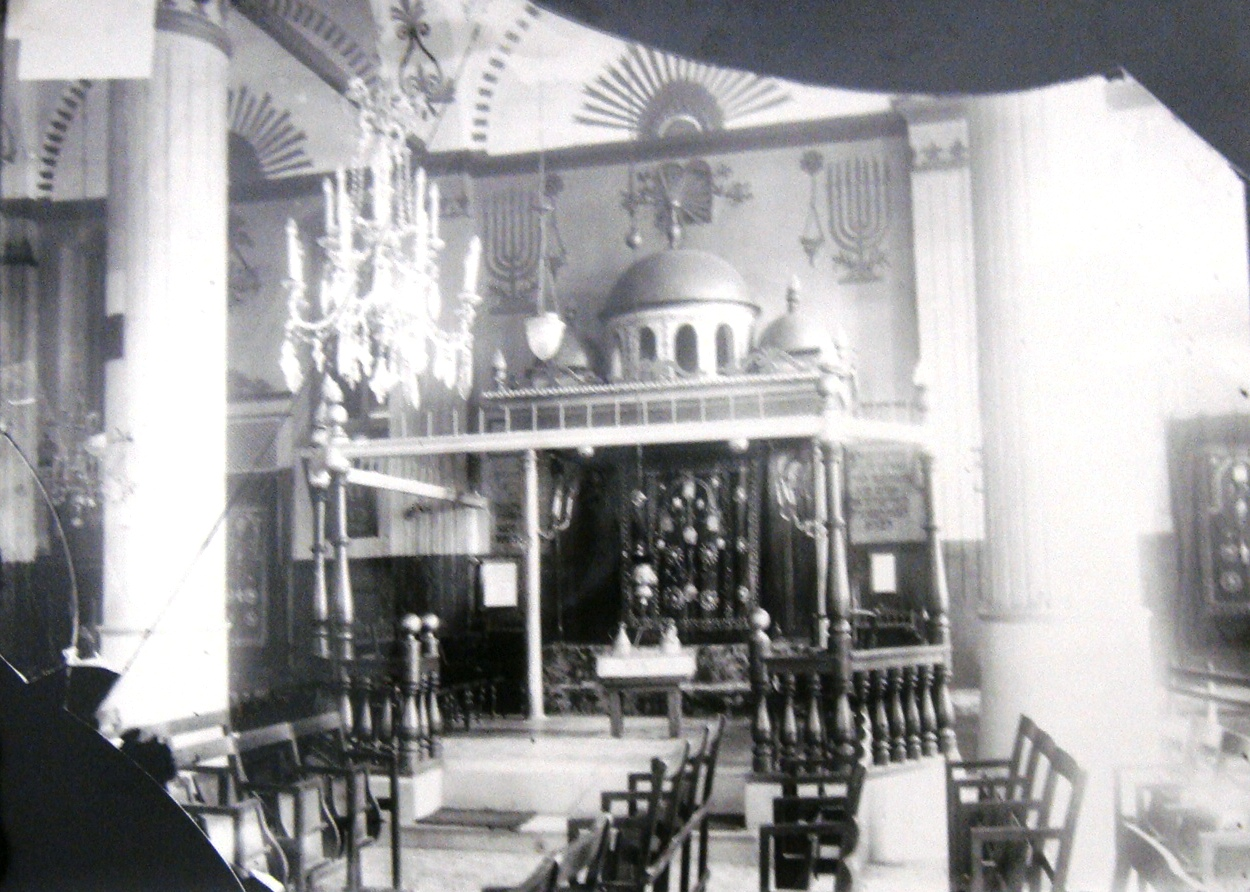
Intérieur de la synagogue Kal di Aragon à Bitola dans l'Entre-Deux-guerres
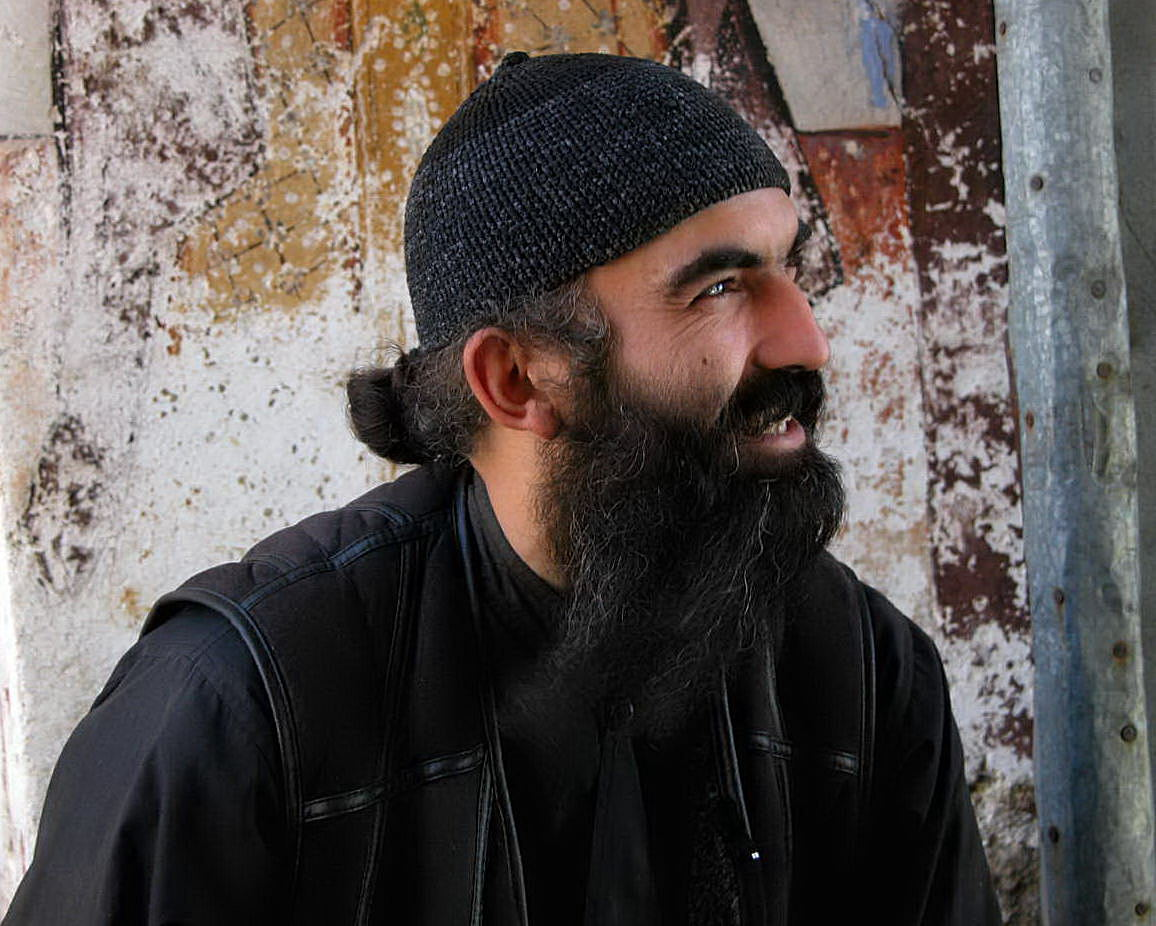
Un moine orthodoxe du monastère de Treskavets.
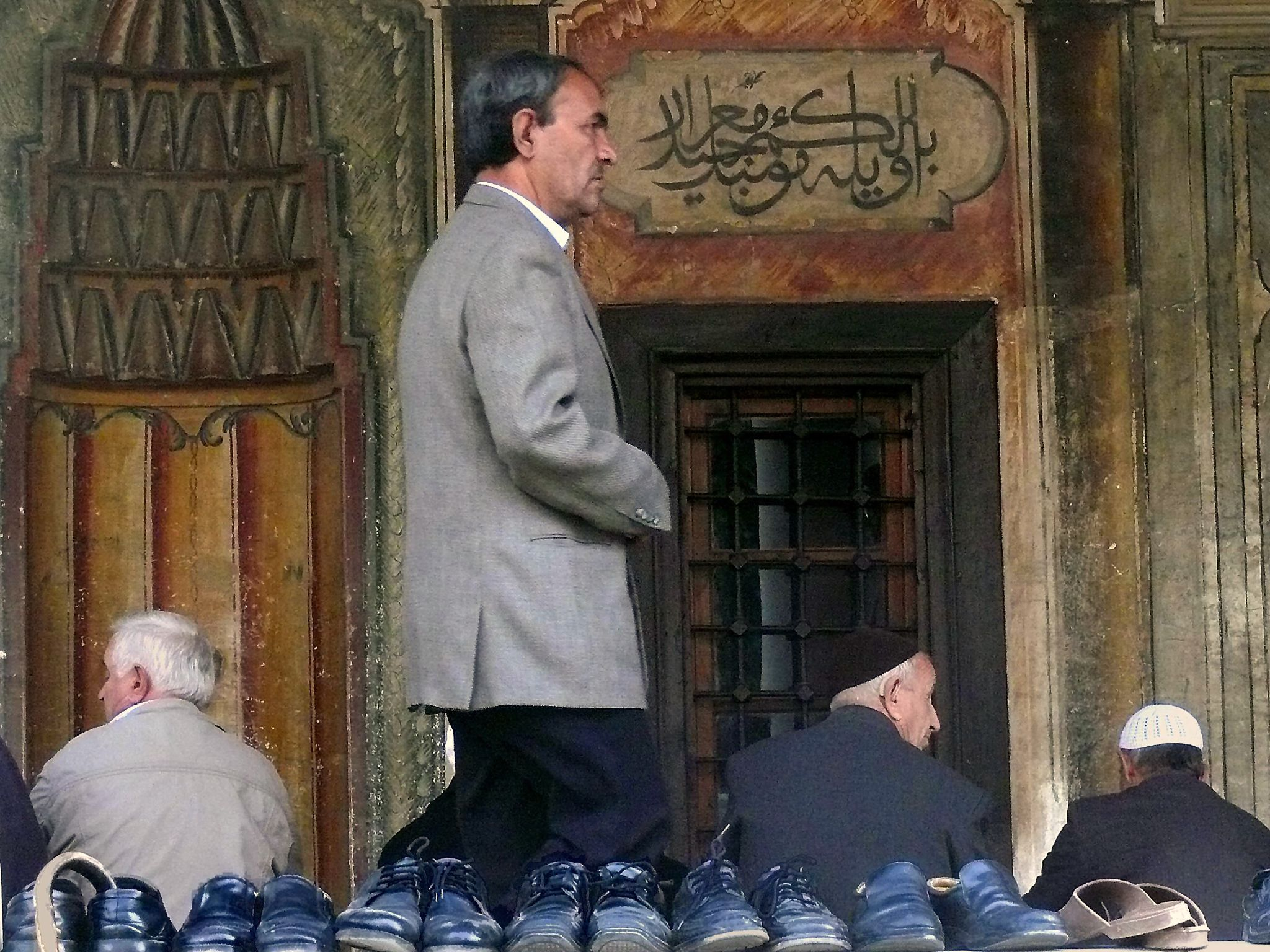
Prière dans la mosquée peinte de Tetovo.
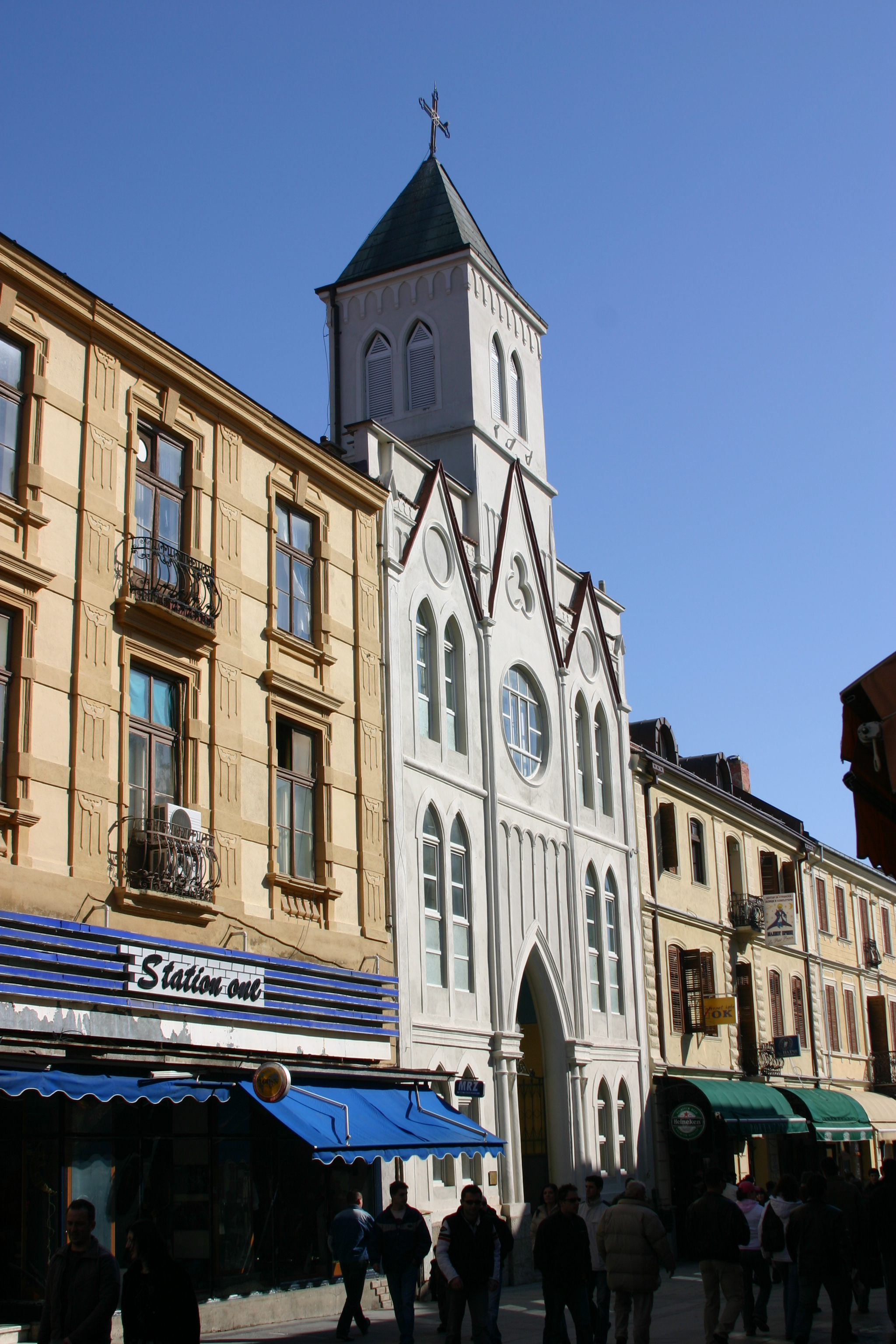
L'église catholique de Bitola, construite au XIXe siècle.
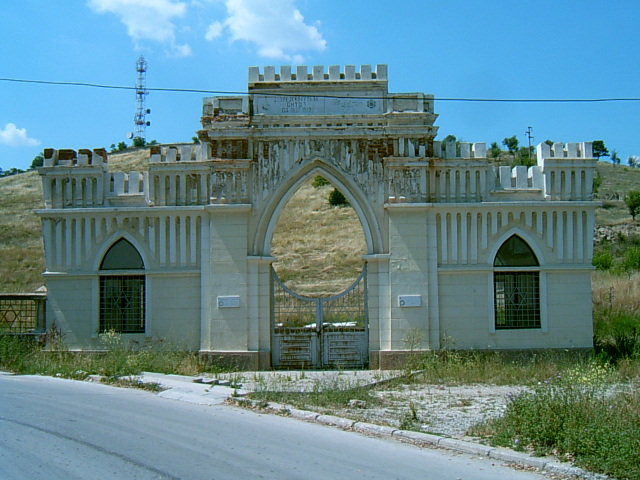
Le portail du cimetière juif de Bitola, fondé en 1487.
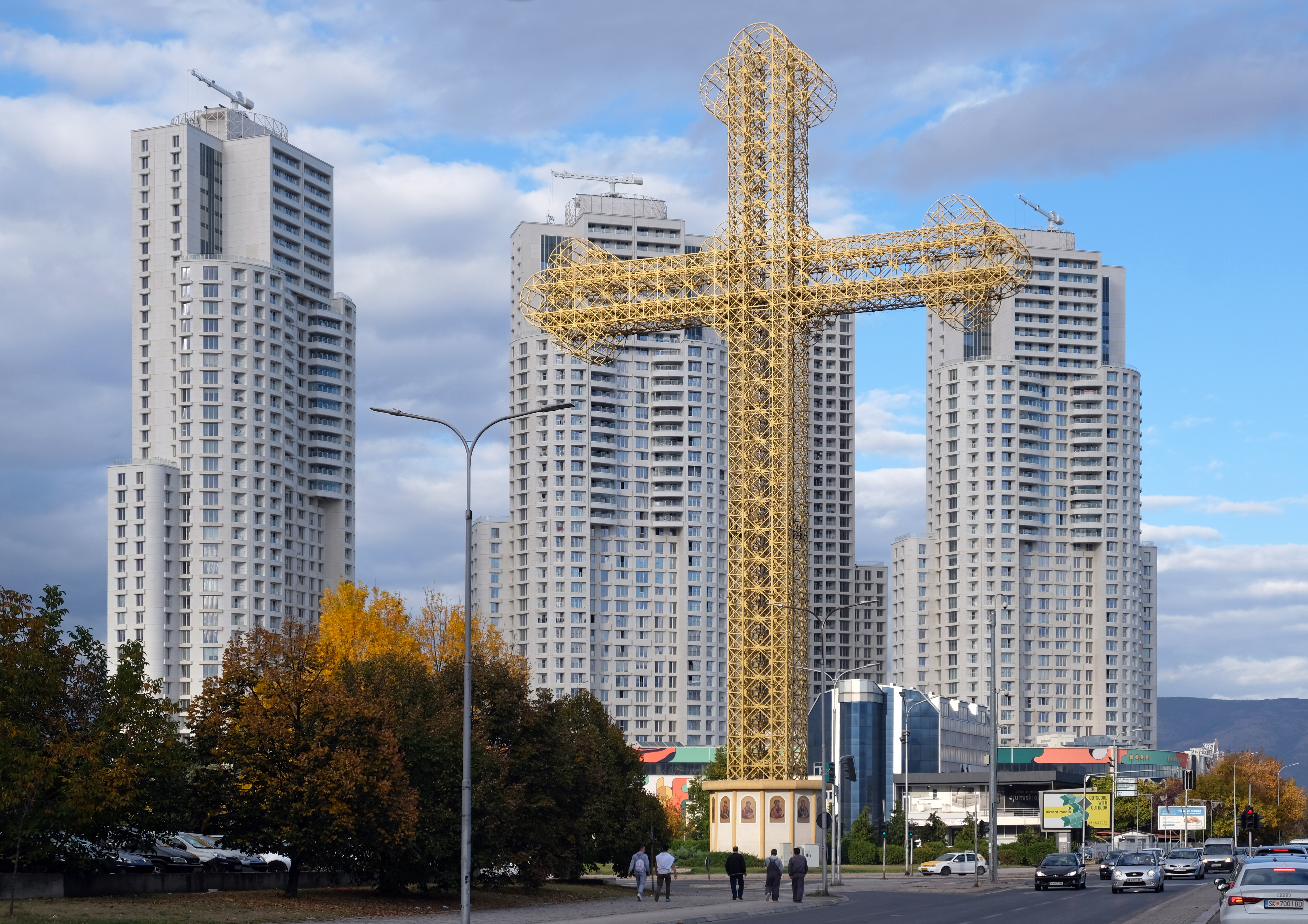
"Croix du Macédonien", Aerodrom, Skopje.

## Repères en 2020
Pour une population d'approximativemnent 2 125 000 en 2020 :
- Christianisme (66 % environ)
  - Église orthodoxe macédonienne : environ 1 400 000 fidèles (64 %), autonome depuis 1958, Archevêché orthodoxe d'Ohrid (2002)
    - Persécution de l'État de l'ex-République-Yougoslave de Macédoine contre l'Église
    - Bâtiments de l'Église orthodoxe macédonienne (de), Cloîtres de l'Église orthodoxe macédonienne (de)
    - Aroumains (Valaques/Vlasi) (9 685 au recensement de 2002), principalement autour de Krouchevo
    - Grecs en Macédoine du Nord (12 %), Serbes de Macédoine du Nord (36 000 en 2002)

  - Église catholique en Macédoine du Nord (<1,5 %), dont une partie des Roms de Macédoine du Nord (53 879 en 2002)
  - Protestantisme en Macédoine du Nord (en) : Méthodisme, Union des Chrétiens baptistes de Macédoine du Nord (en)
- Autres spiritualités
  - Islam en Macédoine du Nord (de) (674 000 en 2002, 33,3 %)
  - Islam en Macédoine du Nord (rubriques) (de)
    - Albanais de Macédoine du Nord (25,2 %)
    - Turcs de Macédoine du Nord (3,9 % ; 77 959 en 2002)
    - Torbèches (proches des Pomaks, autres Slaves musulmans)
    - Mégléno-Roumains
    - une partie des Roms de Macédoine du Nord

  - Judaïsme (200 environ)
    - Histoire des Juifs en Macédoine du Nord
    - Histoire des Juifs à Bitola Monastir
- Autres
  - Irréligion (?), agnosticisme, athéisme, indifférence, prudence…
  - Liberté de religion en Macédoine du Nord (en)